# 天行者 (小说)
《天行者》是作家刘醒龙的长篇小说，曾荣获2011年第8届茅盾文学奖。2019年9月23日，该小说入选“新中国70年70部长篇小说典藏”。2009年最早出版。

## 故事梗概
《天行者》 描写了20世纪90年代一群在中国乡村的民办教师为求转正而发生的辛酸故事和艰难历程。

## 创作
《天行者》是中篇小说《凤凰琴》的再创作长篇小说。